# 吉川町吉安
吉川町吉安（よかわちょうきちやす）は、兵庫県三木市の大字。郵便番号は673-1114。

## 概要

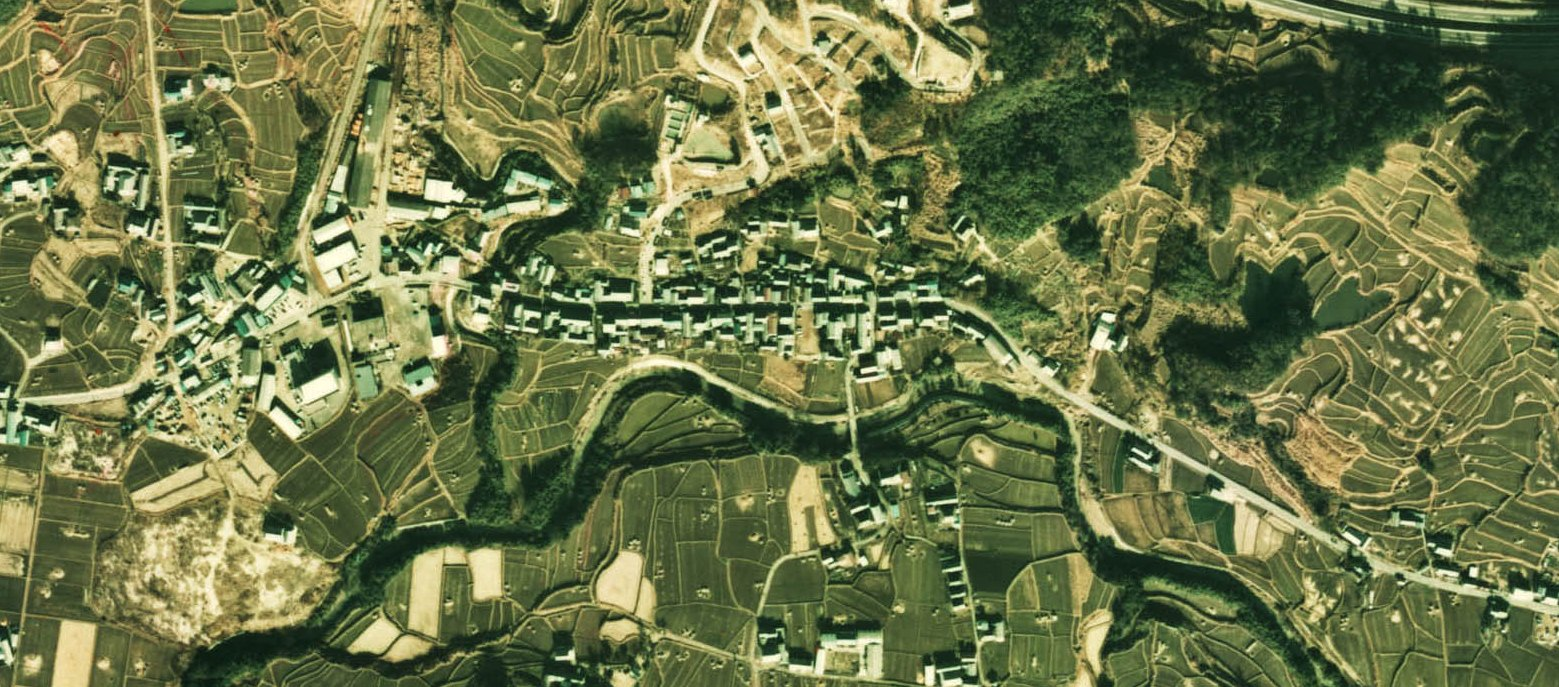
吉川町中心部（1974年度撮影）写真の左側が当地区である。

兵庫県三木市吉川町の中部に位置する。吉川地区の行政・文化の中心地であり、三木市役所吉川支所（旧:吉川町役場）が置かれていた。吉川支所は2021年12月で業務を終え、吉川健康福祉センターへ統合され、旧吉川支所は2022年4月2日から学習・交流スペースとなる。
行政上ならびに、自治活動上においては、旧吉谷村の地域を「吉安上（きちやすかみ）」、旧安場村の地域を「吉安下（きちやすしも）」とに分かれており、同一の大字ではあるがそれぞれ別個のコミュニティーが成り立っている。住所表記については、地域内の商店・公共施設の住所表記を見て判るように、吉安の後ろに「上」または「下」は付けないのが一般的である。
2013年4月末時点で115世帯、人口は303人。

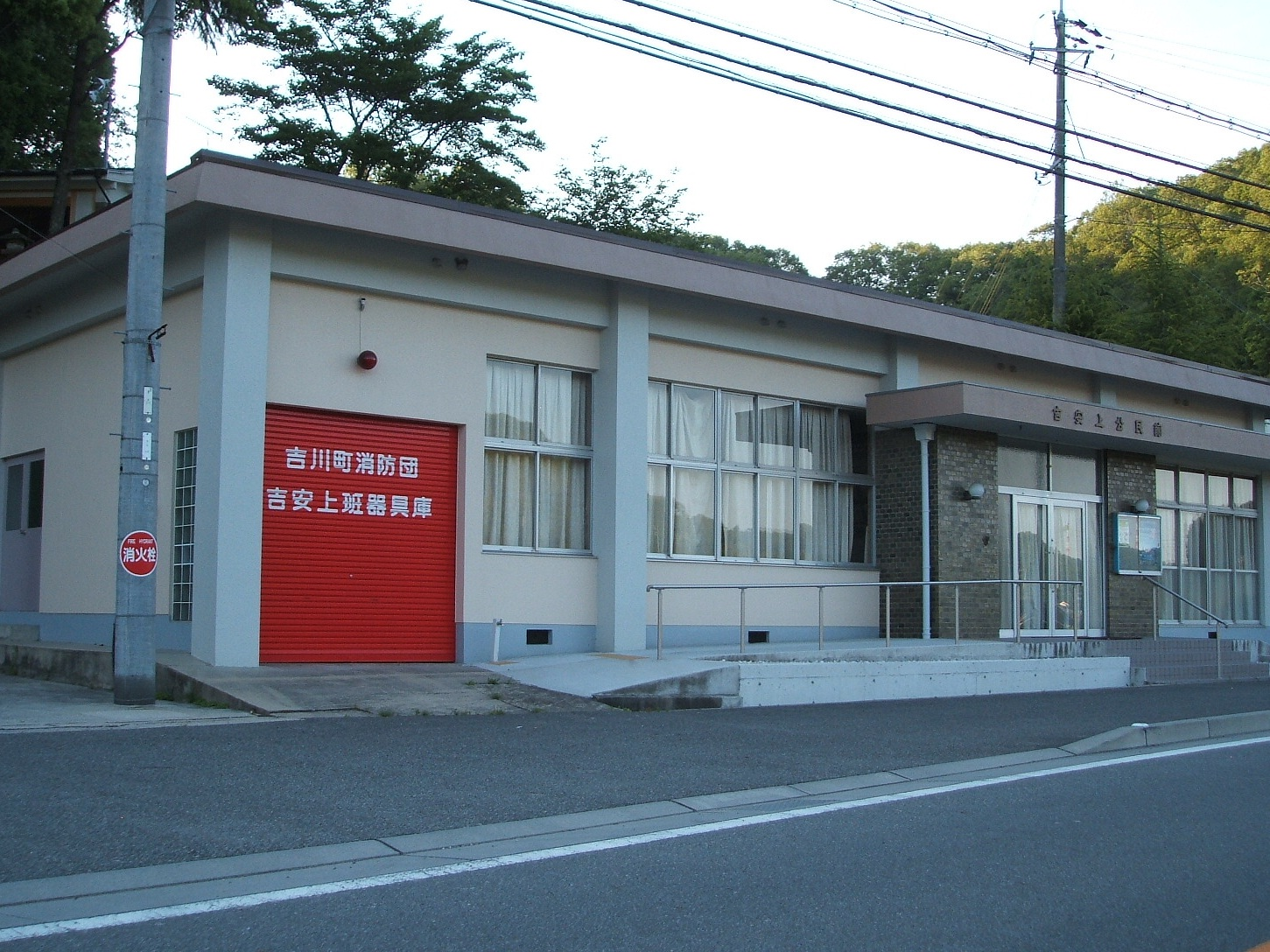
吉安上公民館
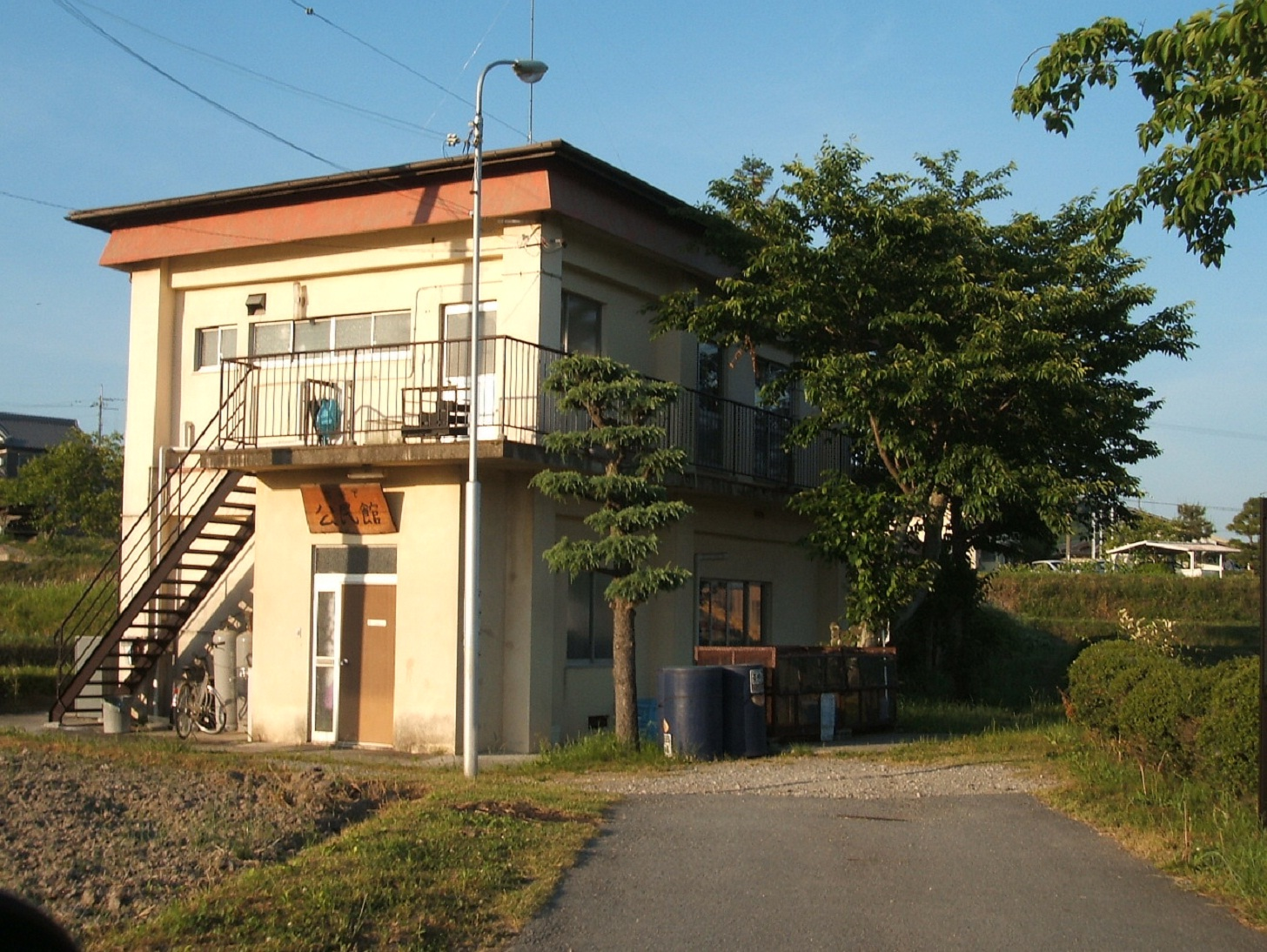
吉安下公民館

## 地理

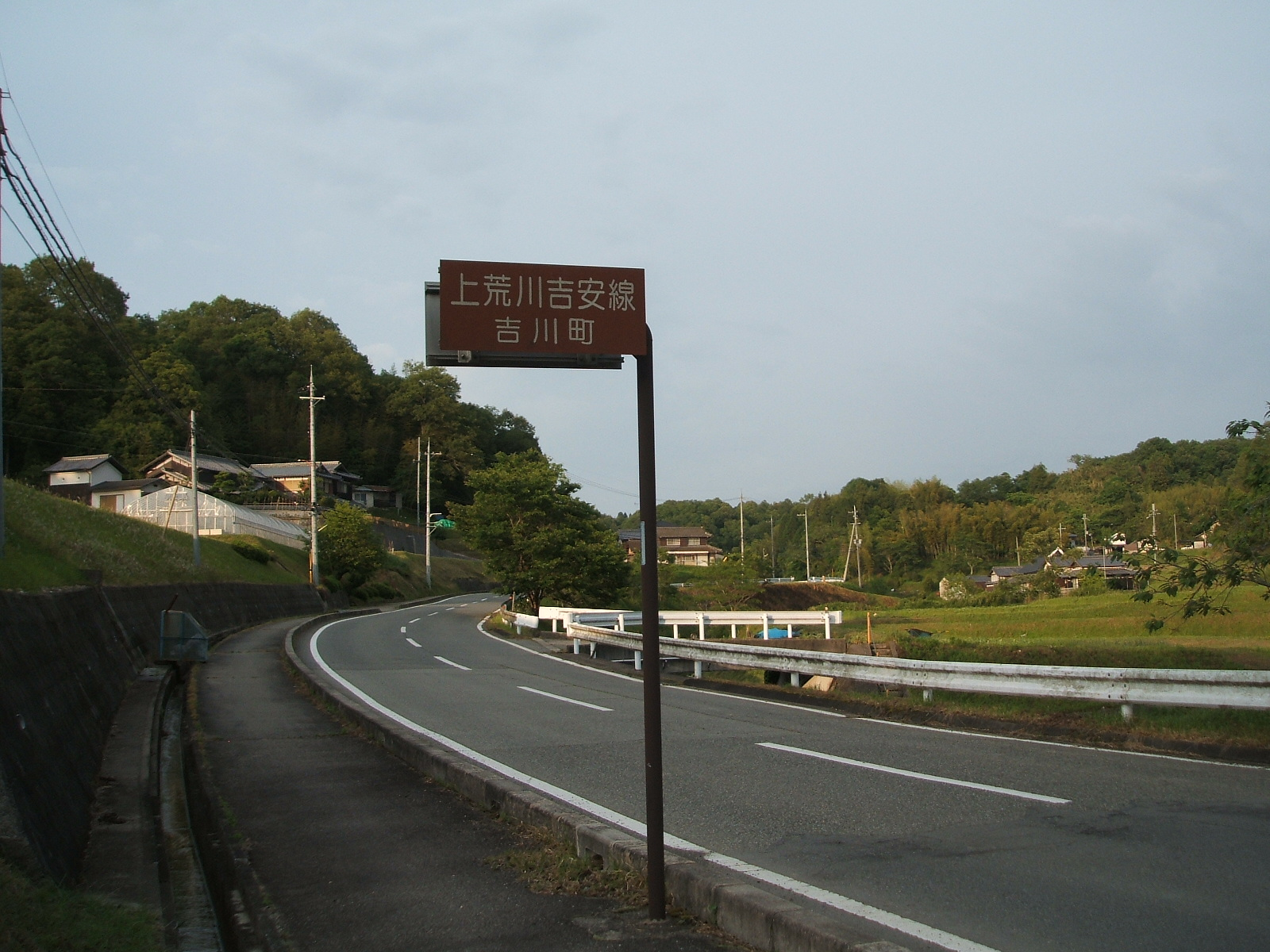
市道上荒川吉安線と吉安上地区の風景

地区の南側の吉川支所周辺は、盆地のほぼ平坦な地形であり主要道である兵庫県道17号西脇三田線が通っていることから公共施設や商店などが立地している。南北に通る吉安川に沿って兵庫県道512号新田大沢線、市道上荒川吉安線を北上するにつれ緩やかに標高が上がってゆき、山あいの棚田が広がる風景へと変わる。
東側は吉川町稲田・吉川町金会、西側は吉川町福井・吉川町古川、南側は吉川町大沢、北側は吉川町上荒川に接する。

### 河川
- 吉安川（美嚢川の支流）

## 歴史

### 地名の由来
1872年（明治5年）に吉谷村と安場村が合併し、両村の1字を取って合成した地名である。 

### 沿革・出来事

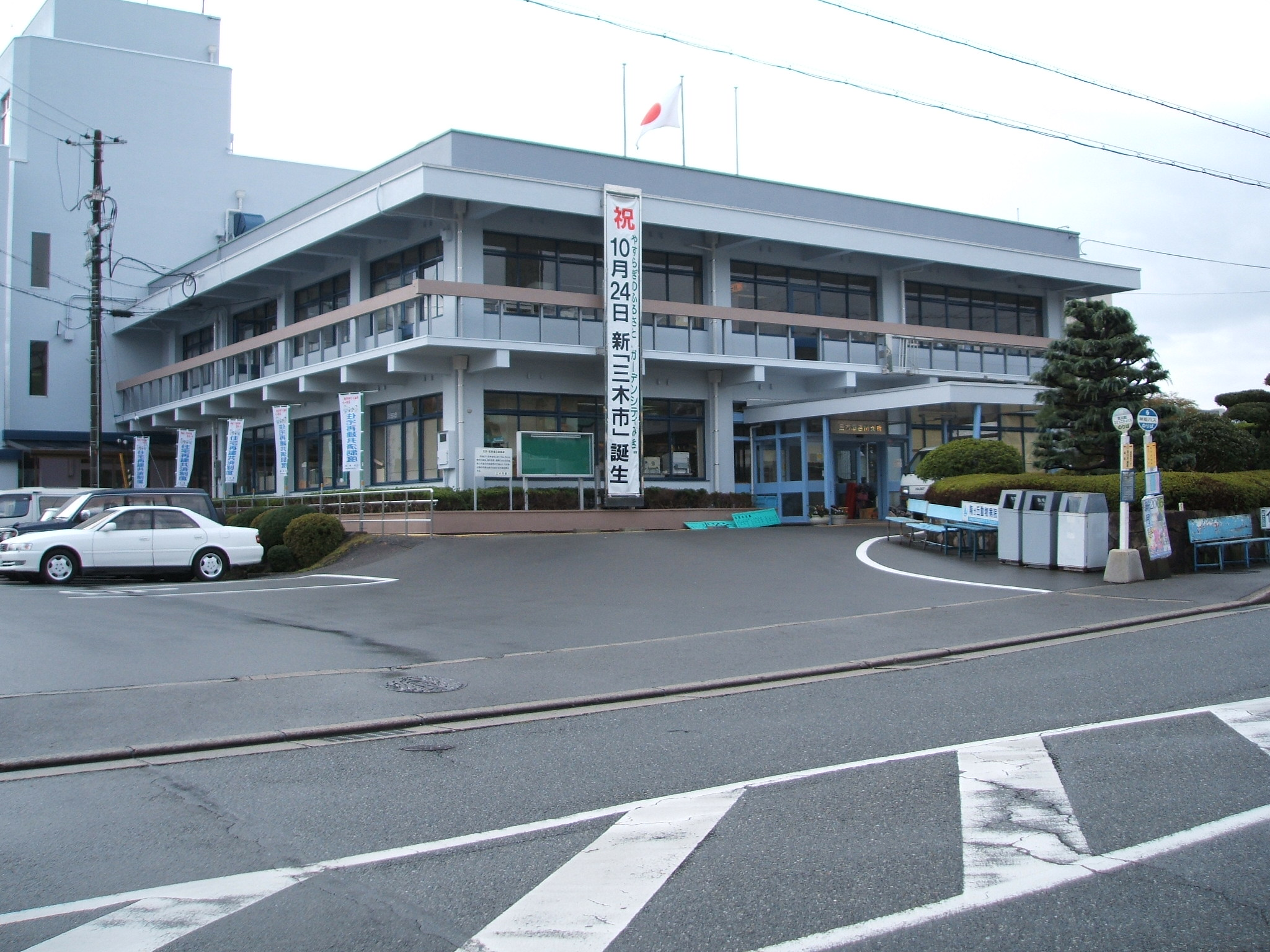
旧吉川町役場庁舎

- 1872年（明治5年） - 美嚢郡吉谷村・安場村が合併して、吉安村になる。
- 1899年（明治22年） - 町村制により、美嚢郡中吉川村になる。[6]
- 1955年（昭和30年）7月1日 - 中吉川村が合併して吉川町となる。[8]
- 1959年（昭和34年）12月10日 - 吉川町役場庁舎が地内に完成する。
- 1988年（昭和63年）6月 - よかわウォーターパークが完成する。[9]
- 1990年（平成2年）10月1日 - 兵庫県道17号西脇三田線稲田バイパス開通する。[10]
- 1990年（平成2年）12月 - 関西ゴルフ場倶楽部が完成する。[9]
- 1998年（平成10年）6月30日 - 町民グランド南側にて温泉掘削工事開始する。[11]
- 2002年（平成14年）3月9日 - 吉川温泉が完成する。[12]
- 2004年（平成16年） 7月- よかわウォーターパークが閉鎖する。[13]
- 2005年（平成17年）10月24日 - 吉川町が三木市と編入合併し、三木市に属する。
- 2006年（平成18年）3月4日 - サテライト阪神が完成する。
- 2006年（平成18年）9月 - のじぎく兵庫国体開催に伴い吉川町内において民泊の実施。ソフトテニス少年女子の監督・選手を受け入れる。

### 字域の変遷
| 実施前               | 実施年         | 実施後           |
| -------------------- | -------------- | ---------------- |
| 美嚢郡吉谷村・安場村 | 1872年         | 美嚢郡吉安村     |
| 美嚢郡中吉川村吉安   | 1955年7月1日   | 美嚢郡吉川町吉安 |
| 美嚢郡吉川町吉安     | 2005年10月24日 | 三木市吉川町吉安 |

## 世帯数と人口
2022年（令和4年）2月28日現在の世帯数と人口は以下の通りである。
| 町丁       | 世帯数  | 人口  |
| ---------- | ------- | ----- |
| 吉川町吉安 | 105世帯 | 236人 |

## 小・中学校の学区
市立小・中学校に通う場合、学区は以下の通りとなる。
| 番地 | 小学校               | 中学校             |
| ---- | -------------------- | ------------------ |
| 一部 | 三木市立東吉川小学校 | 三木市立吉川中学校 |
| 一部 | 三木市立吉川小学校   | 三木市立吉川中学校 |

- 当地域は中吉川地区に属しているため、基本的に吉川小学校へ通学する事になるが、一部地域は東吉川小学校へ通学する事も認められている。

## 交通

### バス
- 神姫バス

地域内には「吉安バス停」「吉川庁舎前バス停」がある。
- みっきぃよかたんバス

上記のバス停と共用に加え、「吉安上バス停」「緑台西バス停」がある。
- 系統別停車バス停一覧（◎印は停車）

| 系統    | 庁舎前 | 吉 安 | 吉安上 | 緑台西 |
| ------- | ------ | ----- | ------ | ------ |
| 1ルート | ◎      | －    | ◎      | ◎      |
| 2ルート | ◎      | ◎     | －     | －     |
| 3ルート | ◎      | －    | －     | －     |
| 4ルート | ◎      | ◎     | －     | －     |

### 道路

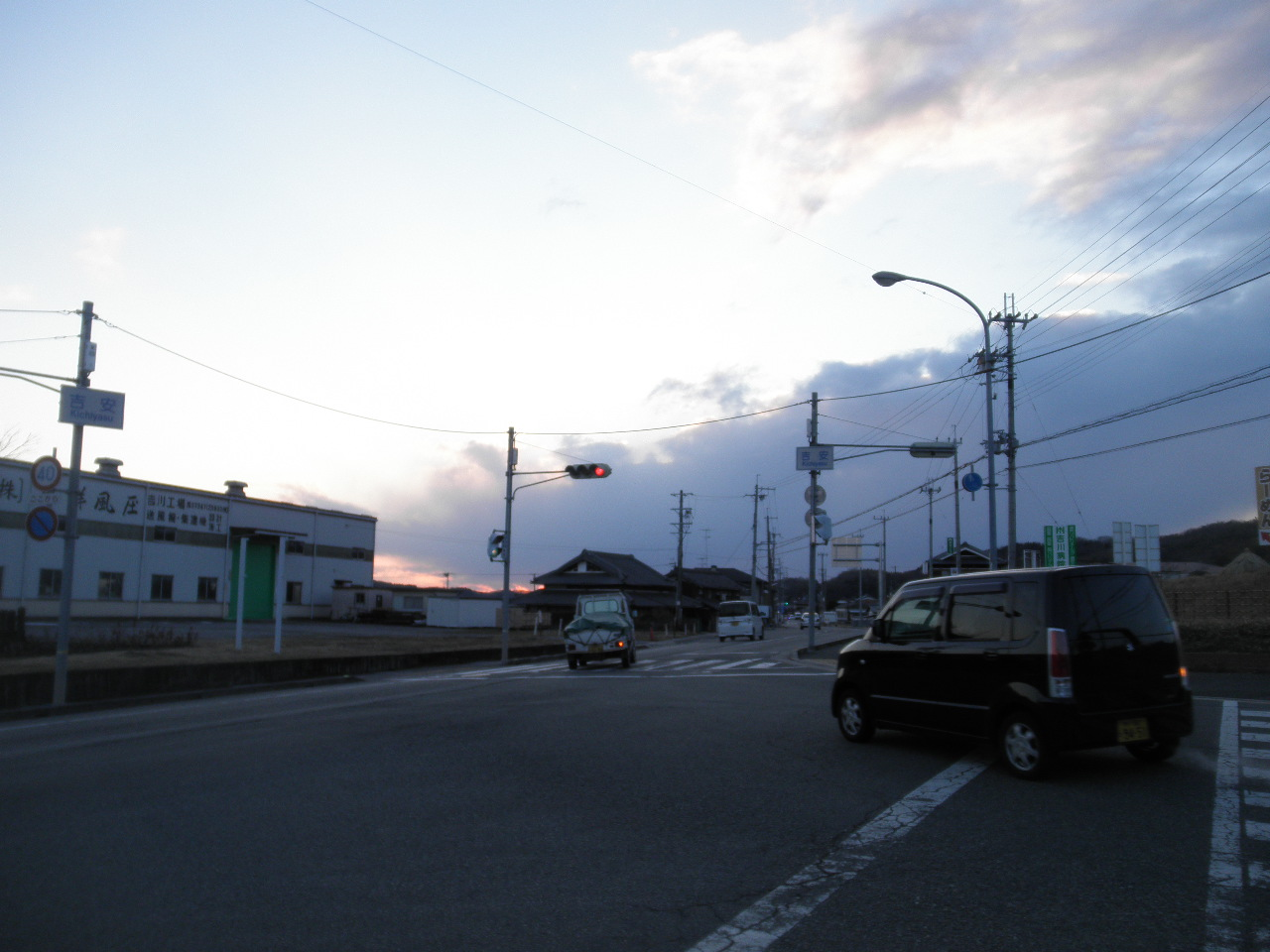
兵庫県道17号西脇三田線
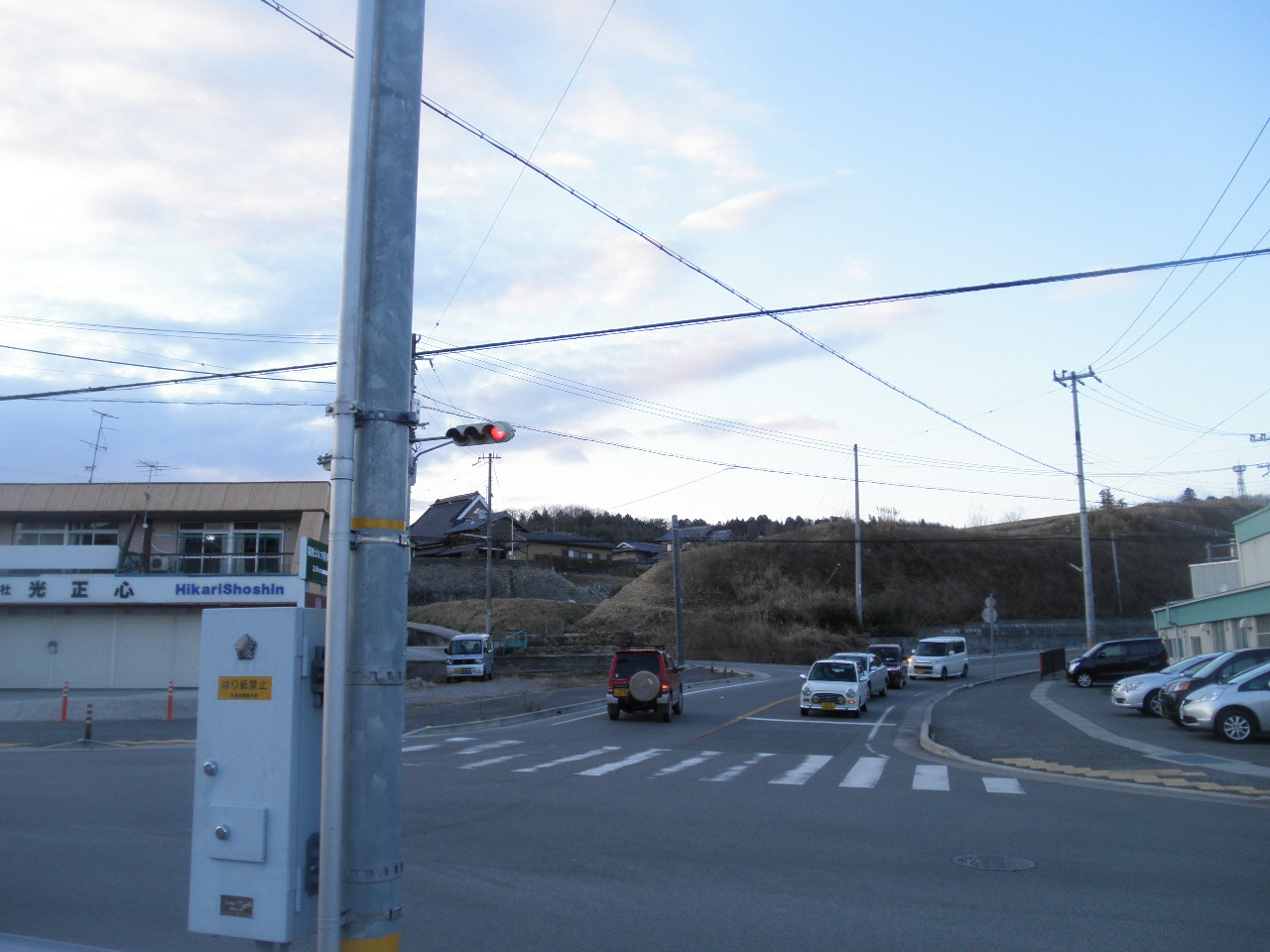
兵庫県道512号新田大沢線
- 中国自動車道が通過する。

- 兵庫県道17号西脇三田線
- 兵庫県道512号新田大沢線

## 施設

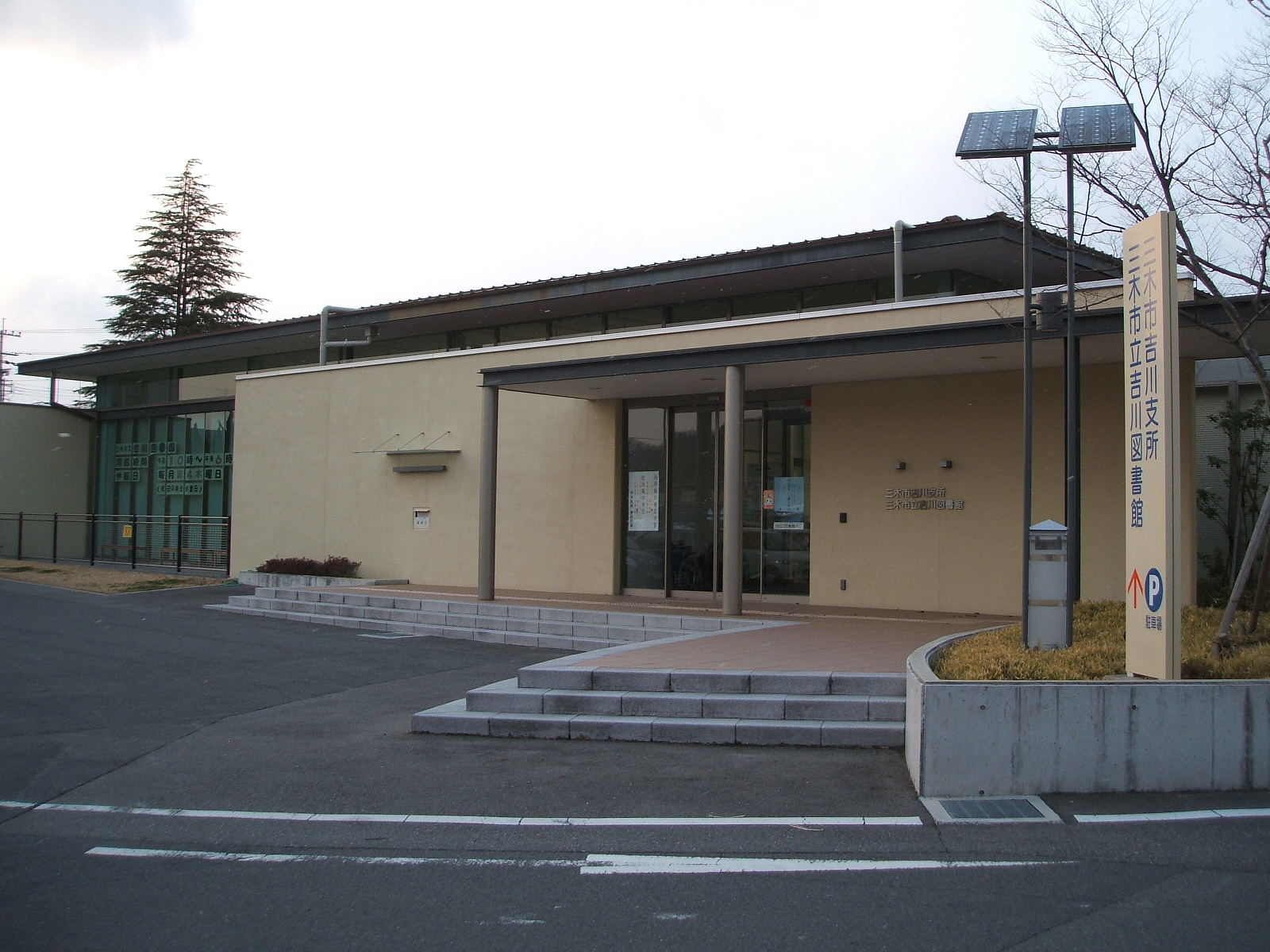
三木市役所吉川支所

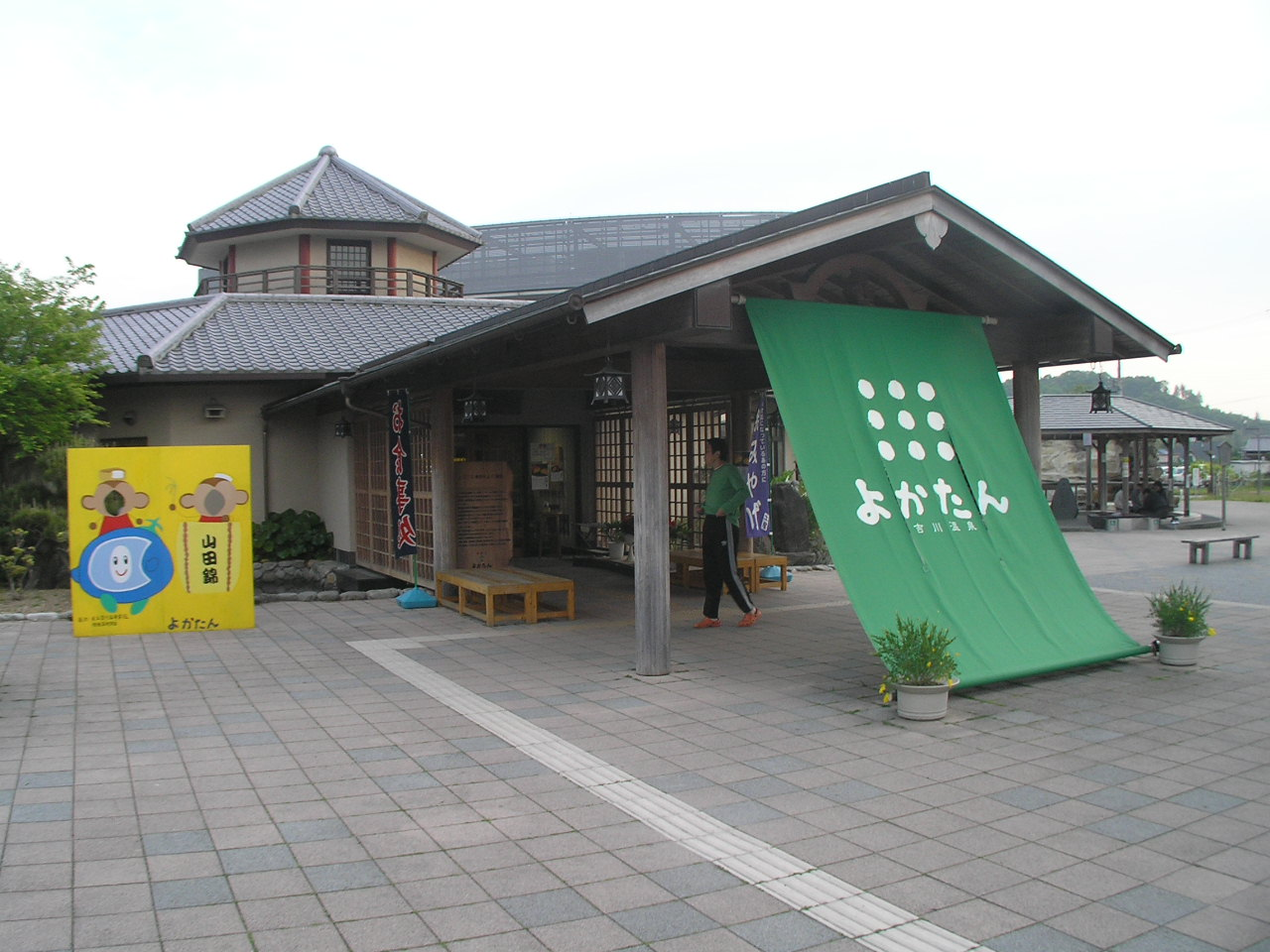
吉川温泉よかたん

### 公共施設
- 三木市役所吉川支所（旧:吉川町役場） [7]
- 吉川町公民館
- 山田錦の館
- 吉川温泉よかたん[12]
- 三木市立吉川体育館[15]
- 三木市立吉川図書館

### その他
- セブン-イレブン吉川町店
- サテライト阪神
- 関西ゴルフ倶楽部[9]
- よかわゴルフスクエア ヴェルデ
- JAみのり吉川営農経済センター
- JA-SSジョイナス吉川

上記のほか、学習塾やコインランドリー、数軒の飲食店が営業している。

### 現存しない施設
- 吉川町保健センター
- 吉川町民総合グラウンド（現在この場所には山田錦の郷が立地している）
- ゴルフ練習場（ヴェルデ）横に、かつては屋外型プール施設「よかわウォーターパーク」が営業していた[13]。